# Elezioni politiche a San Marino del 1906

Le elezioni politiche a San Marino del 1906 (I legislatura) si svolsero il 25 marzo e il 2 giugno, dopo l'Arengo del 1906.

## Sistema elettorale
Sono elettori i cittadini sammarinesi maschi capifamiglia maggiori di 24 anni originari e naturalizzati o i loro delegati ed i Dottori, che si ritengono emancipati di diritto.

## Le liste
Alle elezioni del 1906  non era presente alcuna lista, ma vi furono candidati indipendenti iscritti al Partito Socialista Sammarinese o all'Unione Democratica Sammarinese.

## Risultati

### Elezioni del 25 marzo 1906
| Indipendenti    | 802   | 100,00 | – |  |  |  |
| Totale          | 802   | 100    | – |  |  |  |
|                 |       |        |   |  |  |  |
| Voti non validi | 3     | 0,37   |   |  |  |  |
| Votanti         | 805   | 54,50  |   |  |  |  |
| Elettori        | 1 477 |        |   |  |  |  |

### Elezioni del 10 giugno 1906
| Indipendenti    | 1 013 | 100,00 | 60 |  |  |  |
| Totale          | 1 013 | 100    | 60 |  |  |  |
|                 |       |        |    |  |  |  |
| Voti non validi | 25    | 2,41   |    |  |  |  |
| Votanti         | 1 038 | 86,28  |    |  |  |  |
| Elettori        | 1 203 |        |    |  |  |  |